# Boo Davis
Ronald L. Davis, detto Boo (Chicago, 7 dicembre 1982), è un ex cestista statunitense, professionista in Europa e Sudamerica.